# Người Gagauz
Người Gagauz (tiếng Gagauz: Gagauzlar) là một dân tộc thuộc nhóm Các dân tộc Turk, sống phần lớn ở vùng gồm miền nam Moldova, tây nam Ukraina, tây nam Liên bang Nga và lân cận.

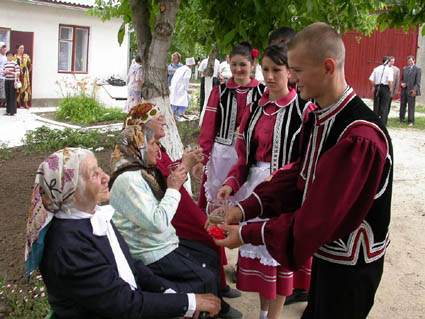
Người Gagauz với trang phục truyền thống

Người Gagauz có tổng dân số khoảng 300 ngàn người, đông nhất ở Gagauzia, Moldova.
Theo Joshua Project thì tổng dân số là 175,5 ngàn, cư trú chủ yếu ở 8 nước, đông nhất ở Moldova, Ukraina và Nga.
Người Gagauz nói tiếng Gagauz, một ngôn ngữ thuộc Nhóm ngôn ngữ Oghuz trong Hệ ngôn ngữ Turk . Tại Lãnh thổ tự trị Gagauzia (Moldova) tiếng Gagauz được công nhận là ngôn ngữ chính thức.
Hầu hết người Gagauz theo Chính thống giáo phương Đông.